# Ciao, amore
"Ciao, amore" ("Adeus meu amor, em português) foi a canção que representou a Jugoslávia no Festival Eurovisão da Canção 1984, interpretada em servo-croata pelo duo jugoslavo Vlado & Isolda.
O referido tema tinha letra de Milan Perić, música de e foi orquestrada por Mato Došen. A canção jugoslava foi a 12.ª a ser interpretada na noite, a seguir à canção Países Baixos "Ik hou van jou, interpretada por Maribelle e antes da canção austríaca "Einfach weg" cantada por Anita.
A letra da canção fala-nos de um par de apaixonados que se separa por motivos não referidos. Um deles pergunta se o outro se lembra daquele dia da queda de neve em que os dois estavam na estação de comboios. Pede ao outro que lhe escreva e diz-lhe que nunca o esquecerá. mas um deles recorda-se dos belos momentos passados juntos, desde aquele dia de queda de neve numa estação de comboio, pede-lhe que lhe escreva. Diz que nunca o esquecerá e repete "Adeus, meu amor"
Após as votações terminarem, a canção jugoslava recebeu um total de 26 votos, classificando-se em 18.º lugar, entre 19 países participantes.